# クリス・ショウ (野球)
クリストファー・ジェームズ・ショウ（Christopher James Shaw, 1993年10月20日 - ）は、アメリカ合衆国マサチューセッツ州ミドルセックス郡ストーンハム出身のプロ野球選手（外野手）。右投左打。アメリカ独立リーグ・アトランティックリーグのケンタッキー・ワイルドヘルス・ゲノムズ所属。

## 経歴

### プロ入り前
2012年のMLBドラフト26巡目（全体800位）でニューヨーク・メッツから指名されたがこの時は契約せず、ボストンカレッジへ進学した。

### プロ入りとジャイアンツ時代
2015年のMLBドラフト1巡目追補（全体31位）でサンフランシスコ・ジャイアンツから指名され、プロ入り。契約後、傘下のA-級セイラム＝カイザー・ボルケーノズでプロデビュー。46試合に出場して打率.287、12本塁打、30打点を記録した。
2016年はA+級サンノゼ・ジャイアンツで72試合に出場後、6月にAA級リッチモンド・フライングスクウォーレルズへ昇格した。AA級リッチモンドでは60試合に出場して打率.246、5本塁打、30打点を記録した。
2017年はAA級リッチモンドとAAA級サクラメント・リバーキャッツでプレーした。AAA級サクラメントでは88試合に出場して打率.289、18本塁打、50打点を記録した。
2018年はAAA級サクラメントで101試合に出場後、8月31日にジャイアンツとメジャー契約を結んでアクティブ・ロースター入りし、同日のニューヨーク・メッツ戦で「6番・右翼手」として先発起用され、メジャーデビュー。初打席・2打席目はザック・ウィーラーの前に三振に終わったが、3打席目は先制となる犠飛を放ち、メジャー初打点を記録。9月3日のコロラド・ロッキーズ戦では、同点の8回表2死に代打として起用され、呉昇桓からメジャー初本塁打を記録した。この年メジャーでは22試合に出場して打率.185、1本塁打、7打点、1盗塁を記録した。
2020年オフの11月20日にDFAとなった。

### オリオールズ傘下時代
2020年11月25日にウェイバー公示を経てボルチモア・オリオールズへ移籍した。
2021年1月26日にフレディ・ガルビスの加入に伴ってDFAとなり、2月1日にマイナー契約となってAAA級ノーフォーク・タイズへ送られた。ノーフォークでは39打数1安打、打率.026と極度の不振に陥り、降格したA+級アバディーン・アイアンバーズでも打率.143に終わり、8月2日に自由契約となった。

### 独立リーグ時代
2021年8月17日にアトランティックリーグのロングアイランド・ダックスと契約した。
2022年3月23日にケンタッキー・ワイルドヘルス・ゲノムズに移籍した。

## 詳細情報

### 年度別打撃成績
| 年 度    | 球 団    | 試 合 | 打 席 | 打 数 | 得 点 | 安 打 | 二 塁 打 | 三 塁 打 | 本 塁 打 | 塁 打 | 打 点 | 盗 塁 | 盗 塁 死 | 犠 打 | 犠 飛 | 四 球 | 敬 遠 | 死 球 | 三 振 | 併 殺 打 | 打 率 | 出 塁 率 | 長 打 率 | O P S |
| -------- | -------- | ----- | ----- | ----- | ----- | ----- | -------- | -------- | -------- | ----- | ----- | ----- | -------- | ----- | ----- | ----- | ----- | ----- | ----- | -------- | ----- | -------- | -------- | ----- |
| 2018     | SF       | 22    | 62    | 54    | 2     | 10    | 2        | 0        | 1        | 15    | 7     | 1     | 0        | 0     | 1     | 7     | 0     | 0     | 23    | 0        | .185  | .274     | .278     | .552  |
| 2019     | SF       | 16    | 20    | 18    | 0     | 1     | 0        | 0        | 0        | 1     | 0     | 0     | 0        | 0     | 0     | 2     | 0     | 0     | 8     | 0        | .056  | .150     | .056     | .256  |
| MLB：2年 | MLB：2年 | 38    | 82    | 72    | 2     | 11    | 2        | 0        | 1        | 16    | 7     | 1     | 0        | 0     | 1     | 9     | 0     | 0     | 31    | 0        | .153  | .244     | .222     | .466  |

- 2020年度シーズン終了時

### 年度別守備成績
一塁守備
| 年 度 | 球 団 | 一塁（1B） | 一塁（1B） | 一塁（1B） | 一塁（1B） | 一塁（1B） | 一塁（1B） |
| 年 度 | 球 団 | 試 合      | 刺 殺      | 補 殺      | 失 策      | 併 殺      | 守 備 率   |
| ----- | ----- | ---------- | ---------- | ---------- | ---------- | ---------- | ---------- |
| 2019  | SF    | 4          | 4          | 1          | 0          | 0          | 1.000      |
| MLB   | MLB   | 4          | 4          | 1          | 0          | 0          | 1.000      |

左翼守備
| 年 度 | 球 団 | 左翼（LF） | 左翼（LF） | 左翼（LF） | 左翼（LF） | 左翼（LF） | 左翼（LF） |
| 年 度 | 球 団 | 試 合      | 刺 殺      | 補 殺      | 失 策      | 併 殺      | 守 備 率   |
| ----- | ----- | ---------- | ---------- | ---------- | ---------- | ---------- | ---------- |
| 2018  | SF    | 15         | 18         | 1          | 0          | 0          | 1.000      |
| MLB   | MLB   | 15         | 18         | 1          | 0          | 0          | 1.000      |

- 2020年度シーズン終了時

### 背番号
- 26（2018年 - 2019年）